# 2025-ös Formula–1 monacói nagydíj
A monacói nagydíj volt a 2025-ös Formula–1 világbajnokság nyolcadik futama, amelyet 2025. május 23. és május 25. között rendeztek meg a monacói városi pályán, Monte-Carlóban.

## Választható keverékek
| Abroncs              | Friss | Használt |
| -------------------- | ----- | -------- |
| Kemény keverék (C4)  |       |          |
| Közepes keverék (C5) |       |          |
| Lágy keverék (C6)    |       |          |
| Átmeneti esőgumi (I) |       |          |
| Teljes esőgumi (W)   |       |          |

## Szabadedzések
A monacói nagydíj első szabadedzését május 23-án, pénteken délután tartották, magyar idő szerint 13:30-tól.
| helyezés | versenyző             | csapat/motor                 | elért idő | különbség | futott kör |
| -------- | --------------------- | ---------------------------- | --------- | --------- | ---------- |
| 1.       | Charles Leclerc       | Ferrari                      | 1:11,964  | –         | 33         |
| 2.       | Max Verstappen        | Red Bull-Honda RBPT          | 1:12,127  | +0,163    | 30         |
| 3.       | Lando Norris          | McLaren-Mercedes             | 1:12,290  | +0,326    | 32         |
| 4.       | Alexander Albon       | Williams-Mercedes            | 1:12,314  | +0,350    | 33         |
| 5.       | Oscar Piastri         | McLaren-Mercedes             | 1:12,342  | +0,378    | 28         |
| 6.       | George Russell        | Mercedes                     | 1:12,482  | +0,518    | 33         |
| 7.       | Carlos Sainz Jr.      | Williams-Mercedes            | 1:12,534  | +0,570    | 36         |
| 8.       | Pierre Gasly          | Alpine-Renault               | 1:12,669  | +0,705    | 29         |
| 9.       | Lewis Hamilton        | Ferrari                      | 1:12,690  | +0,726    | 30         |
| 10.      | Fernando Alonso       | Aston Martin Aramco-Mercedes | 1:12,727  | +0,763    | 28         |
| 11.      | Andrea Kimi Antonelli | Mercedes                     | 1:12,765  | +0,801    | 34         |
| 12.      | Nico Hülkenberg       | Kick Sauber-Ferrari          | 1:12,979  | +1,015    | 30         |
| 13.      | Isack Hadjar          | Racing Bulls-Honda RBPT      | 1:13,187  | +1,223    | 35         |
| 14.      | Cunoda Júki           | Red Bull-Honda RBPT          | 1:13,232  | +1,268    | 32         |
| 15.      | Oliver Bearman        | Haas-Ferrari                 | 1:13,329  | +1,365    | 34         |
| 16.      | Esteban Ocon          | Haas-Ferrari                 | 1:13,394  | +1,430    | 31         |
| 17.      | Liam Lawson           | Racing Bulls-Honda RBPT      | 1:13,429  | +1,465    | 37         |
| 18.      | Gabriel Bortoleto     | Kick Sauber-Ferrari          | 1:13,470  | +1,506    | 29         |
| 19.      | Franco Colapinto      | Alpine-Renault               | 1:13,820  | +1,856    | 32         |
| 20.      | Lance Stroll          | Aston Martin Aramco-Mercedes | 1:15,635  | +3,671    | 4          |

A monacói nagydíj második szabadedzését május 23-án, pénteken délután tartották, magyar idő szerint 17:00-tól.
| helyezés | versenyző             | csapat/motor                 | elért idő | különbség | futott kör |
| -------- | --------------------- | ---------------------------- | --------- | --------- | ---------- |
| 1.       | Charles Leclerc       | Ferrari                      | 1:11,355  | –         | 32         |
| 2.       | Oscar Piastri         | McLaren-Mercedes             | 1:11,393  | +0,038    | 28         |
| 3.       | Lewis Hamilton        | Ferrari                      | 1:11,460  | +0,105    | 30         |
| 4.       | Lando Norris          | McLaren-Mercedes             | 1:11,677  | +0,322    | 32         |
| 5.       | Liam Lawson           | Racing Bulls-Honda RBPT      | 1:11,823  | +0,468    | 32         |
| 6.       | Isack Hadjar          | Racing Bulls-Honda RBPT      | 1:11,842  | +0,487    | 17         |
| 7.       | Fernando Alonso       | Aston Martin Aramco-Mercedes | 1:11,890  | +0,535    | 30         |
| 8.       | Alexander Albon       | Williams-Mercedes            | 1:11,918  | +0,563    | 34         |
| 9.       | Andrea Kimi Antonelli | Mercedes                     | 1:12,002  | +0,647    | 32         |
| 10.      | Max Verstappen        | Red Bull-Honda RBPT          | 1:12,068  | +0,713    | 29         |
| 11.      | Cunoda Júki           | Red Bull-Honda RBPT          | 1:12,072  | +0,717    | 30         |
| 12.      | George Russell        | Mercedes                     | 1:12,092  | +0,737    | 32         |
| 13.      | Carlos Sainz Jr.      | Williams-Mercedes            | 1:12,151  | +0,796    | 32         |
| 14.      | Gabriel Bortoleto     | Kick Sauber-Ferrari          | 1:12,234  | +0,879    | 29         |
| 15.      | Oliver Bearman        | Haas-Ferrari                 | 1:12,259  | +0,904    | 33         |
| 16.      | Nico Hülkenberg       | Kick Sauber-Ferrari          | 1:12,262  | +0,907    | 32         |
| 17.      | Pierre Gasly          | Alpine-Renault               | 1:12,404  | +1,049    | 34         |
| 18.      | Lance Stroll          | Aston Martin Aramco-Mercedes | 1:12,512  | +1,157    | 30         |
| 19.      | Esteban Ocon          | Haas-Ferrari                 | 1:12,541  | +1,186    | 33         |
| 20.      | Franco Colapinto      | Alpine-Renault               | 1:13,415  | +2,060    | 31         |

A monacói nagydíj harmadik szabadedzését május 24-én, szombat délután tartották, magyar idő szerint 12:30-tól.
| helyezés | versenyző             | csapat/motor                 | elért idő | különbség | futott kör |
| -------- | --------------------- | ---------------------------- | --------- | --------- | ---------- |
| 1.       | Charles Leclerc       | Ferrari                      | 1:10,953  | –         | 25         |
| 2.       | Max Verstappen        | Red Bull-Honda RBPT          | 1:11,233  | +0,280    | 23         |
| 3.       | Lando Norris          | McLaren-Mercedes             | 1:11,247  | +0,294    | 23         |
| 4.       | Oscar Piastri         | McLaren-Mercedes             | 1:11,398  | +0,445    | 21         |
| 5.       | Lewis Hamilton        | Ferrari                      | 1:11,516  | +0,563    | 26         |
| 6.       | Alexander Albon       | Williams-Mercedes            | 1:11,668  | +0,715    | 24         |
| 7.       | Liam Lawson           | Racing Bulls-Honda RBPT      | 1:11,814  | +0,861    | 33         |
| 8.       | Carlos Sainz Jr.      | Williams-Mercedes            | 1:11,893  | +0,940    | 24         |
| 9.       | Cunoda Júki           | Red Bull-Honda RBPT          | 1:11,952  | +0,999    | 21         |
| 10.      | Andrea Kimi Antonelli | Mercedes                     | 1:12,013  | +1,060    | 23         |
| 11.      | George Russell        | Mercedes                     | 1:12,066  | +1,113    | 22         |
| 12.      | Fernando Alonso       | Aston Martin Aramco-Mercedes | 1:12,101  | +1,148    | 22         |
| 13.      | Nico Hülkenberg       | Kick Sauber-Ferrari          | 1:12,125  | +1,172    | 25         |
| 14.      | Pierre Gasly          | Alpine-Renault               | 1:12,194  | +1,241    | 20         |
| 15.      | Lance Stroll          | Aston Martin Aramco-Mercedes | 1:12,202  | +1,249    | 24         |
| 16.      | Oliver Bearman        | Haas-Ferrari                 | 1:12,251  | +1,298    | 20         |
| 17.      | Isack Hadjar          | Racing Bulls-Honda RBPT      | 1:12,271  | +1,318    | 30         |
| 18.      | Esteban Ocon          | Haas-Ferrari                 | 1:12,499  | +1,546    | 25         |
| 19.      | Gabriel Bortoleto     | Kick Sauber-Ferrari          | 1:12,601  | +1,648    | 28         |
| 20.      | Franco Colapinto      | Alpine-Renault               | 1:12,851  | +1,898    | 32         |

## Időmérő edzés
A monacói nagydíj időmérő edzését május 24-én, szombat délután tartották, magyar idő szerint 16:00-tól.
| helyezés              | rajtszám | versenyző             | csapat/motor                 | Q1       | Q2         | Q3       | rajthely | futott kör |
| --------------------- | -------- | --------------------- | ---------------------------- | -------- | ---------- | -------- | -------- | ---------- |
| 1                     | 4        | Lando Norris          | McLaren-Mercedes             | 1:11,285 | 1:10,570   | 1:09,954 | 1        | 27         |
| 2                     | 16       | Charles Leclerc       | Ferrari                      | 1:11,229 | 1:10,581   | 1:10,063 | 2        | 27         |
| 3                     | 81       | Oscar Piastri         | McLaren-Mercedes             | 1:11,308 | 1:10,858   | 1:10,129 | 3        | 29         |
| 4                     | 44       | Lewis Hamilton        | Ferrari                      | 1:11,575 | 1:10,883   | 1:10,382 | 7        | 28         |
| 5                     | 1        | Max Verstappen        | Red Bull Racing-Honda RBPT   | 1:11,431 | 1:10,875   | 1:10,669 | 4        | 21         |
| 6                     | 6        | Isack Hadjar          | Racing Bulls-Honda RBPT      | 1:11,811 | 1:11,040   | 1:10,923 | 5        | 27         |
| 7                     | 14       | Fernando Alonso       | Aston Martin Aramco-Mercedes | 1:11,674 | 1:11,182   | 1:10,924 | 6        | 30         |
| 8                     | 31       | Esteban Ocon          | Haas-Ferrari                 | 1:11,839 | 1:11,262   | 1:10,942 | 8        | 32         |
| 9                     | 30       | Liam Lawson           | Racing Bulls-Honda RBPT      | 1:11,818 | 1:11,250   | 1:11,129 | 9        | 26         |
| 10                    | 23       | Alexander Albon       | Williams-Mercedes            | 1:11,629 | 1:10,732   | 1:11,213 | 10       | 34         |
| 11                    | 55       | Carlos Sainz Jr.      | Williams-Mercedes            | 1:11,707 | 1:11,362   |          | 11       | 25         |
| 12                    | 22       | Cunoda Júki           | Red Bull Racing-Honda RBPT   | 1:11,800 | 1:11,415   |          | 12       | 20         |
| 13                    | 27       | Nico Hülkenberg       | Kick Sauber-Ferrari          | 1:11,871 | 1:11,596   |          | 13       | 23         |
| 14                    | 63       | George Russell        | Mercedes                     | 1:11,507 | idő nélkül |          | 14       | 13         |
| 15                    | 12       | Andrea Kimi Antonelli | Mercedes                     | 1:11,880 | idő nélkül |          | 15       | 11         |
| 16                    | 5        | Gabriel Bortoleto     | Kick Sauber-Ferrari          | 1:11,902 |            |          | 16       | 13         |
| 17                    | 87       | Oliver Bearman        | Haas-Ferrari                 | 1:11,979 |            |          | 20       | 13         |
| 18                    | 10       | Pierre Gasly          | Alpine-Renault               | 1:11,994 |            |          | 17       | 11         |
| 19                    | 18       | Lance Stroll          | Aston Martin Aramco-Mercedes | 1:12,563 |            |          | 19       | 11         |
| 20                    | 43       | Franco Colapinto      | Alpine-Renault               | 1:12,597 |            |          | 18       | 12         |
| 107%-os idő: 1:16,215 |          |                       |                              |          |            |          |          |            |

## Futam
A monacói nagydíj futamát május 25-én, vasárnap délután tartották, magyar idő szerint 15:00-tól.
| helyezés | rajtszám | versenyző             | csapat/motor                 | futott kör | idő/kiesés oka | rajthely | pont |
| -------- | -------- | --------------------- | ---------------------------- | ---------- | -------------- | -------- | ---- |
| 1        | 4        | Lando Norris          | McLaren-Mercedes             | 78         | 1:40:33,843    | 1        | 25   |
| 2        | 16       | Charles Leclerc       | Ferrari                      | 78         | +3,131         | 2        | 18   |
| 3        | 81       | Oscar Piastri         | McLaren-Mercedes             | 78         | +3,658         | 3        | 15   |
| 4        | 1        | Max Verstappen        | Red Bull Racing-Honda RBPT   | 78         | +20,572        | 4        | 12   |
| 5        | 44       | Lewis Hamilton        | Ferrari                      | 78         | +51,387        | 7        | 10   |
| 6        | 6        | Isack Hadjar          | Racing Bulls-Honda RBPT      | 77         | +1 kör         | 5        | 8    |
| 7        | 31       | Esteban Ocon          | Haas-Ferrari                 | 77         | +1 kör         | 8        | 6    |
| 8        | 30       | Liam Lawson           | Racing Bulls-Honda RBPT      | 77         | +1 kör         | 9        | 4    |
| 9        | 23       | Alexander Albon       | Williams-Mercedes            | 76         | +2 kör         | 10       | 2    |
| 10       | 55       | Carlos Sainz Jr.      | Williams-Mercedes            | 76         | +2 kör         | 11       | 1    |
| 11       | 63       | George Russell        | Mercedes                     | 76         | +2 kör         | 14       |      |
| 12       | 87       | Oliver Bearman        | Haas-Ferrari                 | 76         | +2 kör         | 20       |      |
| 13       | 43       | Franco Colapinto      | Alpine-Renault               | 76         | +2 kör         | 18       |      |
| 14       | 5        | Gabriel Bortoleto     | Kick Sauber-Ferrari          | 76         | +2 kör         | 16       |      |
| 15       | 18       | Lance Stroll          | Aston Martin Aramco-Mercedes | 76         | +2 kör         | 19       |      |
| 16       | 27       | Nico Hülkenberg       | Kick Sauber-Ferrari          | 76         | +2 kör         | 13       |      |
| 17       | 22       | Cunoda Júki           | Red Bull Racing-Honda RBPT   | 76         | +2 kör         | 12       |      |
| 18       | 12       | Andrea Kimi Antonelli | Mercedes                     | 75         | +3 kör         | 15       |      |
| Ki       | 14       | Fernando Alonso       | Aston Martin Aramco-Mercedes | 36         | erőforrás      | 6        |      |
| Ki       | 10       | Pierre Gasly          | Alpine-Renault               | 7          | baleset        | 17       |      |

## A világbajnokság állása a verseny után
| H   | Versenyzők            | Pont | H   | Konstruktőrök                | Pont |
| --- | --------------------- | ---- | --- | ---------------------------- | ---- |
| 1.  | Oscar Piastri         | 161  | 1.  | McLaren-Mercedes             | 319  |
| 2.  | Lando Norris          | 158  | 2.  | Mercedes                     | 147  |
| 3.  | Max Verstappen        | 136  | 3.  | Red Bull Racing-Honda RBPT   | 143  |
| 4.  | George Russell        | 99   | 4.  | Ferrari                      | 142  |
| 5.  | Charles Leclerc       | 79   | 5.  | Williams-Mercedes            | 54   |
| 6.  | Lewis Hamilton        | 63   | 6.  | Haas-Ferrari                 | 26   |
| 7.  | Andrea Kimi Antonelli | 48   | 7.  | Racing Bulls-Honda RBPT      | 22   |
| 8.  | Alexander Albon       | 42   | 8.  | Aston Martin Aramco-Mercedes | 14   |
| 9.  | Esteban Ocon          | 20   | 9.  | Alpine-Renault               | 7    |
| 10. | Isack Hadjar          | 15   | 10. | Kick Sauber-Ferrari          | 6    |

(A teljes táblázat)

## Statisztikák
- Vezető helyen:
  - Lando Norris: 42 kör (1-18, 28–49, 77–78)
  - Charles Leclerc: 3 kör (19-21)
  - Max Verstappen: 33 kör (22-27, 50-76)
- Lando Norris 11. pole-pozíciója, 17. versenyben futott leggyorsabb köre, 6. futamgyőzelme és 3. mesterhármasa.
- A McLaren 195. futamgyőzelme.
- Lando Norris 33., Charles Leclerc 45., és Oscar Piastri 17. dobogós helyezése.